# Barabás Miklós (festő)

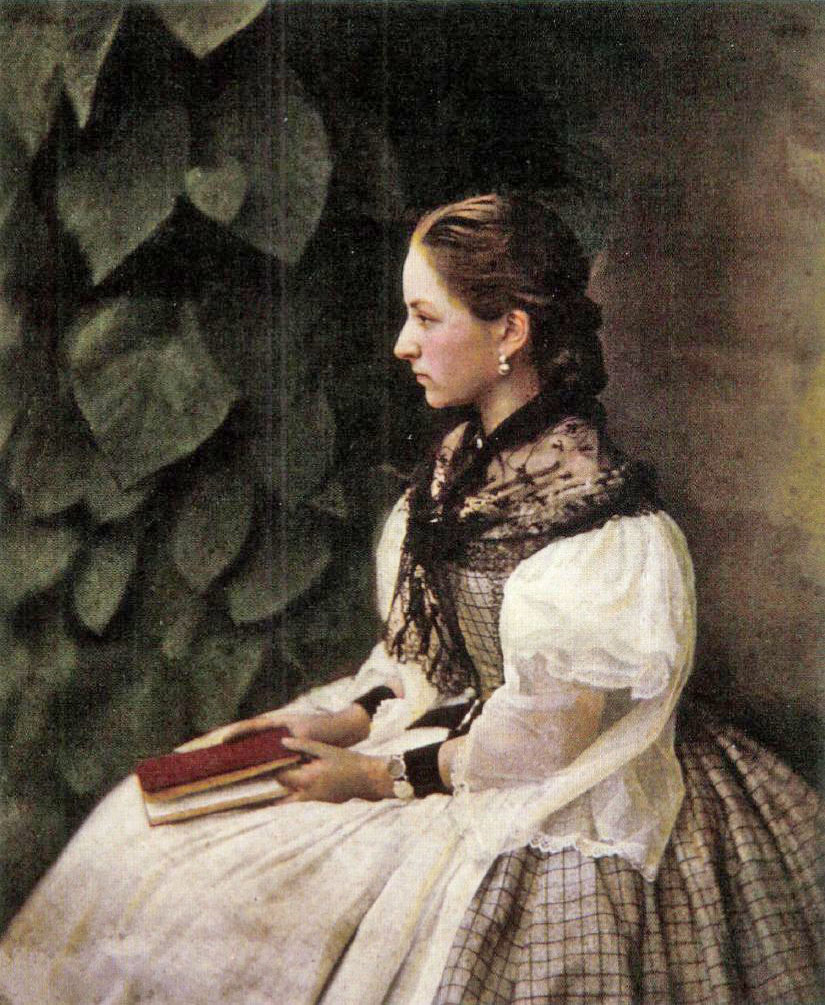
Barabás Miklós festménye leányáról, Barabás Ilonáról (18639)

Barabás Miklós (Márkosfalva, 1810. február 10. – Budapest, Ferencváros, 1898. február 12.) magyar festő,  grafikus, fényképész, a Magyar Tudományos Akadémia levelező tagja. A magyar biedermeier festészet egyik legkiválóbb mestere, és egyben az egyik legkorábbi magyar fényképész volt, aki elsősorban arcképfestőként szerzett hírnevet. Hazai pályatársai közül az első volt, aki képes volt festészetből megélni.

## Élete

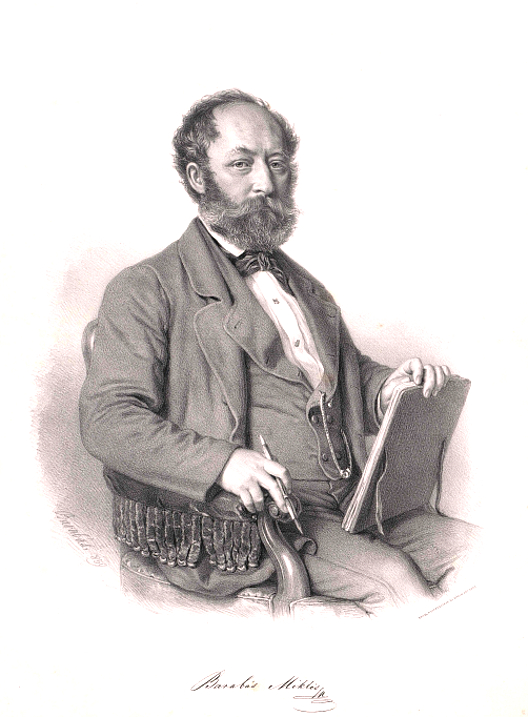
Barabás Miklós

A háromszéki Márkusfalván, szegény család sokadik gyermekeként született, édesapja Barabás János, édesanyja Gaál Terézia. Diákévei alatt sokat nélkülözött, de minden nyomorúságáról megfeledkezett, ha rajzolhatott – rajzai végül szerény megélhetést biztosítottak számára. Természetes rajzkészségét sokáig csak másokat figyelve, leselkedő önképzéssel fejleszthette. Már fiatalon kiderült, hogy érzéke van az arcképfestéshez. Kezdetben csak tanulótársait rajzolta le, később emlékezetből Katona Zsigmond (gyógyszerész) és báró Kemény Simon arcképét is, mindenki nagy bámulatára.

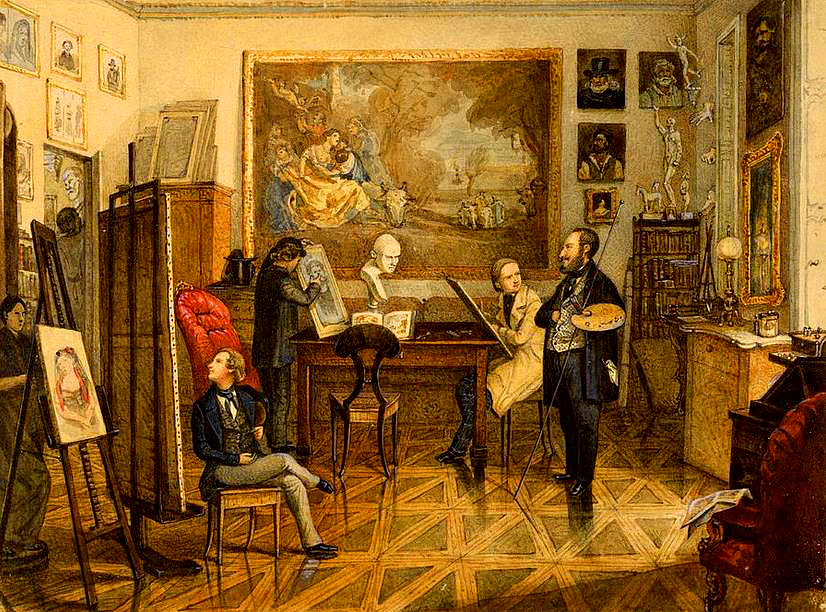
Than Mór: Barabás Miklós műtermében (1847)

Első mestere az erdélyi szász tájképfestő és népéletképeket rajzoló ifj. Franz Neuhauser volt. A litográfia (kőnyomat) fortélyait Barra Gábortól, a litográfia jeles képviselőjétől sajátította el; az ezzel a technikával készített képei egész életében keresettek maradtak.
Rendszeres festészeti tanulmányait a nagyszebeni rajziskolában kezdte (1825-ben), de elégedetlen volt annak akadémikus szemléletével. 1828-ban Kolozsvárra ment, ahol egy Gentiluomo nevű, éppen ott tanító olasz festő lett a mestere, akitől megtanulta az olajfestés alapjait – addig jobbára krétával rajzolt vagy vízfestékkel dolgozott.
1829-ben Bécsbe utazott, hogy a Képzőművészeti Akadémián tanuljon tovább. 1830 márciusában fel is vették, de kortársaitól tudjuk, hogy igen nehezen, mert a direktorban gyanút ébresztett a rengeteg jeles, amit az alacsony, vézna fiatalember a távolinak tűnő nagyenyedi iskolában kapott – ezért a felvételhez több képet helyben kellett megrajzolnia. Bécsben is nagy szegénységben élt, ráadásul elkeserítette, hogy ott is gipszmodelleket rajzoltattak vele, ezért már az év novemberében visszautazott Kolozsvárra. Bécsben összebarátkozott Brocky Károllyal.
A románul kiválóan beszélő festő 1831-ben Kisselev tábornok pártfogásával Bukarestbe költözött, és ott divatos arcképfestővé vált, egyre jobban keresett. Követhető mesterek híján önállóan csiszolta tudását, fejlesztette technikáját. 1834-re már elég pénzt gyűjtött össze ahhoz, hogy Itáliába utazhasson; ott ismerkedett meg egyrészt a múlt emlékeivel, másrészt Róma pezsgő művészeti életével. Hosszabb időt töltött velencei képtárakban, ahol egész nap vázlatokon, gyors akvarelleken rögzítette magának a nagy elődök kompozíciós elveit, színharmóniáit, formavilágát. Itt találkozott William Leighton Leitch angol akvarellistával, akinek könnyed előadásmódja megragadta fantáziáját, felcsigázta becsvágyát. Onnantól együtt utaztak, és közben folyamatosan tanultak egymástól (Barabás főleg az akvarell technikáját). Bologna, Firenze, Róma után eljutott Nápolyba is, majd 1835-ben, tapasztalatokkal gazdagon felvértezve tért haza.

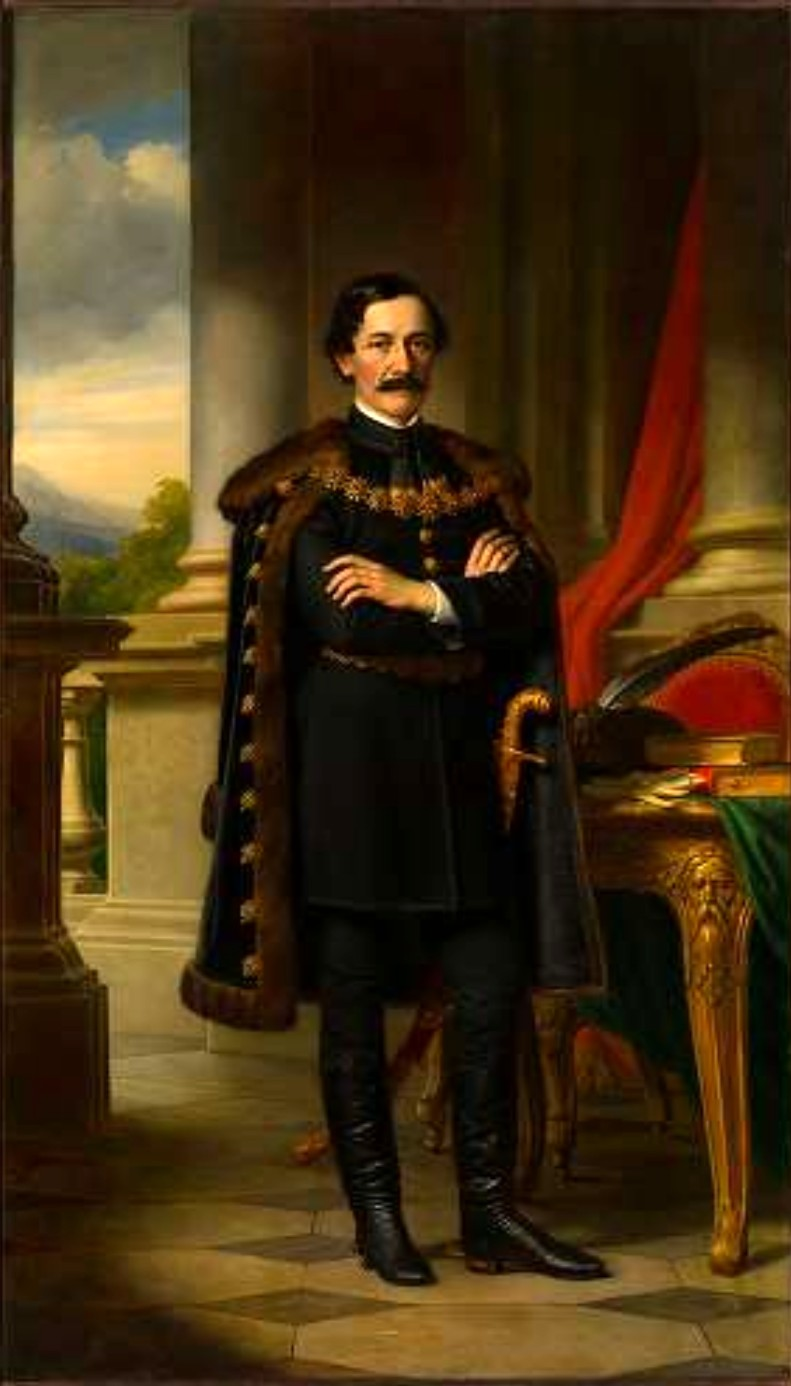
Teleki László halála évében, 1861-ben

Pest művészeti életében Veronese: Európa elrablása című festményéről Velencében készített másolatával tűnt fel. Az ifjú művészt felkarolta az Aurora-kör, a kor legtekintélyesebb íróinak társasága. Ő lett az első, legkeresettebb magyar arcképfestő, aki kizárólag művészetéből meg tudott élni. Elhalmozták munkával egyrészt az írók, másrészt a Széchenyi István és Szemere Miklós által megmozgatott főrendek. Modelljei gyakran közeli barátai voltak, így Vörösmarty Mihály, Petőfi Sándor és Arany János is. Ő lett Görgei Artúr fiának keresztapja.
Behatóan foglalkozott a művészet elméleti kérdéseivel, és ennek elismeréséül a Magyar Tudományos Akadémia már 1836-ban levelező tagjává választotta.
1839-ben megvette a Városmajor utca 44. sz. alatti szőlőbirtokot, amin a következő évben felépíttette a Barabás-villát – ez ma kulturális eseményeknek ad otthont. A festő élete hátralevő részét kisebb megszakításokkal Pest-Budán töltötte.

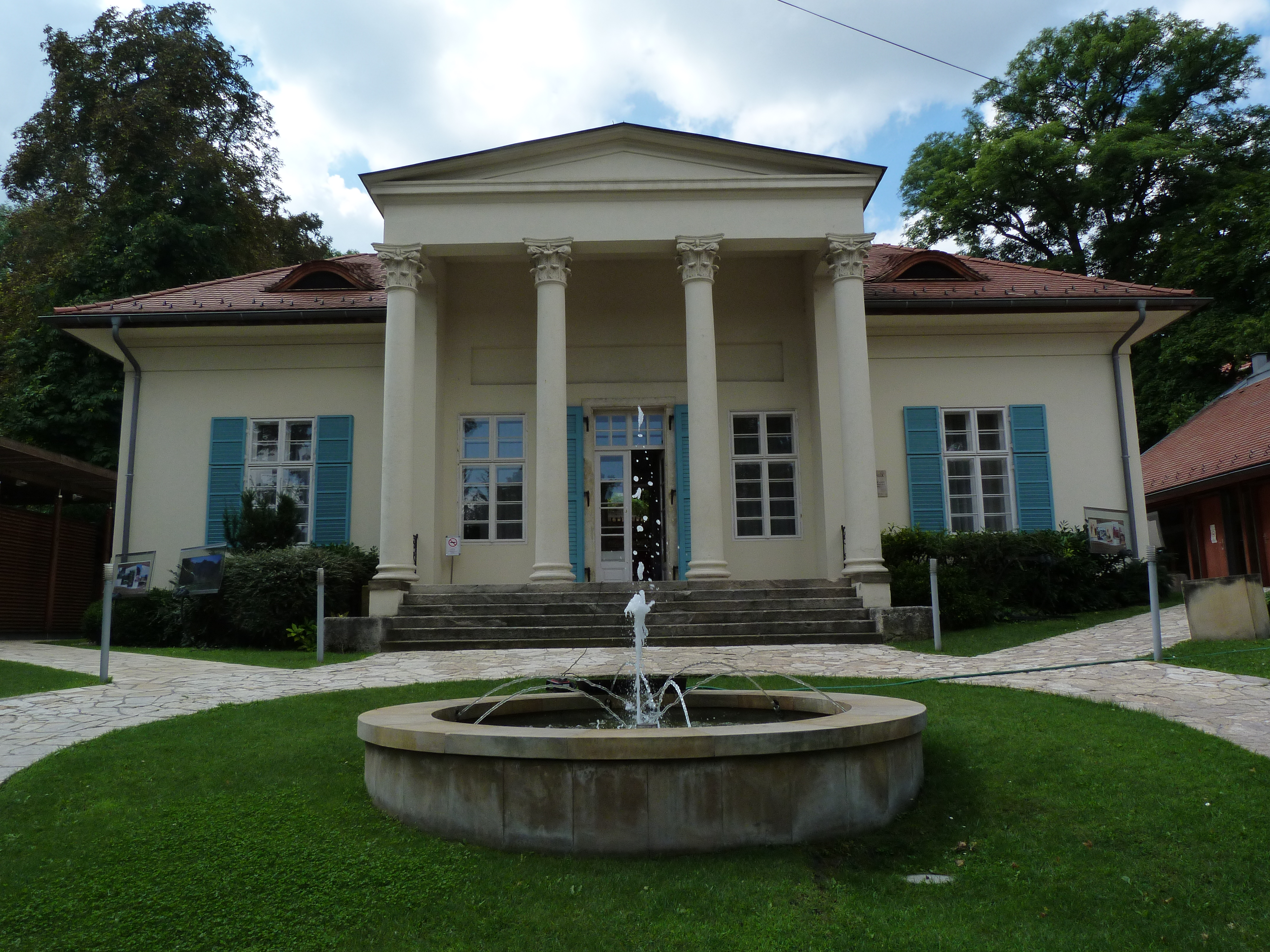
A Barabás-villa

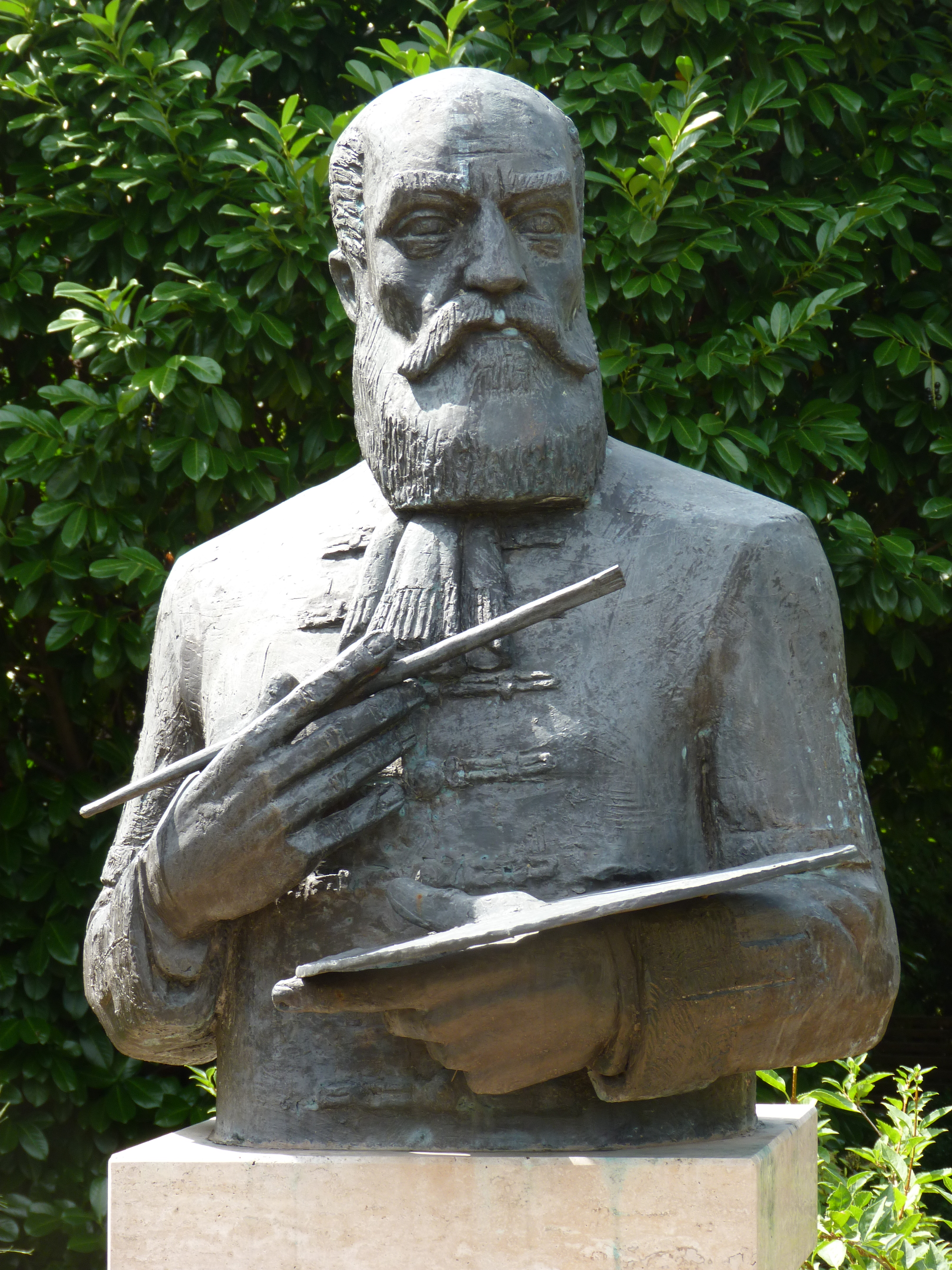
Mellszobra a Barabás-villában

1841-ben feleségül vette a Konstanzban született, jómódú Bois de Chesne Zsuzsannát, és innentől mentesült az anyagi gondoktól. Műtermébe visszavonultan, izgalmas fordulatok nélkül élt, elmélyülten alkotott. Felesége 1861-ben meghalt.
A portrék mellett sok zsánerképet és tájképet festett.
Élete nehéz időszaka volt a Bach-korszak, bár a politikától mindig távol tartotta magát. 1859-ben vált lehetővé a Képzőművészeti Társulat megalakítása – ő volt a társulat kezdeményezője és 1862-től haláláig elnöke is. 1867-ben Pest városának képviselőjévé választották. Önéletrajza kiváló pályarajz és kordokumentum.
1877-ben ünnepelték meg zajos külsőségek közepette ötvenéves művészi jubileumát, de még ezután is hosszú ideig festett fiatalos buzgalommal.
1883-ban megkapta az Osztrák Császári Vaskorona-rend kitüntetést. Ezt barátai, tisztelői melegen ünnepelték; Reviczky Gyula az alábbi alkalmi verset írta hozzá:
Együtt küzdöttél az egész hazával,
Ecsettel kézben és szivedben lánggal,
És hogy csodálják késő unokák:
Megfested korod arcképcsarnokát.
1896-ban aranyérmet nyerte a millenniumi kiállításon.

## Munkássága
Olaszországi útján főleg akvarelleket festett, és ehhez sokat tanult William Leighton Leitch-től. Főképp neves műalkotásokat másolt, de eközben sok tájképet is festett; ezek többsége színezett rajz. Miután Pestre költözött, egy időre felhagyott a nagy vásznakkal, és csak az 1840-es évek második felében kezdett újra ilyeneket (főleg zsánerképeket) festeni. Az 1840-es évektől portréihoz, majd életképeihez is tájképeket festett háttérnek.
Egyes, ritka esetekben az akvarellel színezett rajzokat később olajfestékkel, vászonra is megfestette, időnként jelentős időeltolódással. A leghíresebb ilyen képe A Széchenyi lánchíd alapkőletétele, amelynél az akvarell (1842) és az olajfestmény között 22 év telt el.
Feltűnően kevés vallásos témájú képet festett, a művészettörténet mindössze háromról tud.
A kor szokásának, közízlésének megfelelően gyakran örökített meg színészeket, színésznőket – egyeseket portrészerűen, másokat színpadi jeleneteikben.
Bírálói, pl. Henszlmann Imre, a kezdetektől úgy vélték, hogy kompozíciói túl merevek, mesterkéltek. Idősebb korára ez a bírálat kiegészült azzal a kifogással, hogy munkásságán nem látszanak a „művészi fejlődés” jegyei: időskori képei éppen olyanok, mint a fiatalon festettek.

### Portrék
Legismertebb művei különféle portrék; ezek között arcképek és egészalakos ábrázolások egyaránt előfordulnak. Először gyakorta kisebb rajzon vagy akvarellen örökítette meg az ábrázolni kívánt személyt. Ilyen például a barátjáról és útitársáról, William Leighon Leitchről 1834-ben készített szépiarajz is, ami ma a Magyar Nemzeti Galéria tulajdona.
A fényképezés nem volt számára konkurencia, mert Magyarországon még a 20. század első harmadában is divat volt a magas társadalmi pozíciójú személyiségek megfestése. Évről évre sok kiváló ember arcképét készítette el, egyebek közt báró Wesselényi Miklósét, Vörösmarty Mihályét, Petőfi Sándorét, gróf Széchenyi Istvánét, és Arany Jánosét. Az utókor jórészt az ő munkái alapján ismeri az 1848–49-es forradalom és szabadságharc szereplőit, mert nemcsak Görgei, de Kiss Ernő, Batthyány Lajos, Leiningen-Westerburg Károly, Szalay László, Bem József, Klapka György és Táncsics Mihály portréját is aprólékosan megfestette.
Rajztudása egészen kiemelkedő volt; kiváló készségét a nagy mesterek műveit másolva fejlesztette nemcsak itáliai útján, de bécsi tartózkodásai alatt is. Portréfestészetére erősen hatott Friedrich von Amerling munkássága.
A kor hősei, közszereplői mellett gyakran kérték fel gazdag nemes-, illetve polgárasszonyok megfestésére. Ők időnként családjuk körében jelennek meg, egyes képeken (valószínűleg a megrendelő igényei szerint) gazdagon felékszerezve, másokon egyszerű selyem- vagy bársonyszalaggal hajukban, de szinte mindig egy-két szál virággal kezükben. Testtartásuk változatos: van, aki öltözködik, más tükörbe néz, bár a legtöbben teljes díszbe öltözve néznek szembe a szemlélővel – többnyire áttetsző fehér ruhában, de néha nehéz bársonyban vagy selyemben.

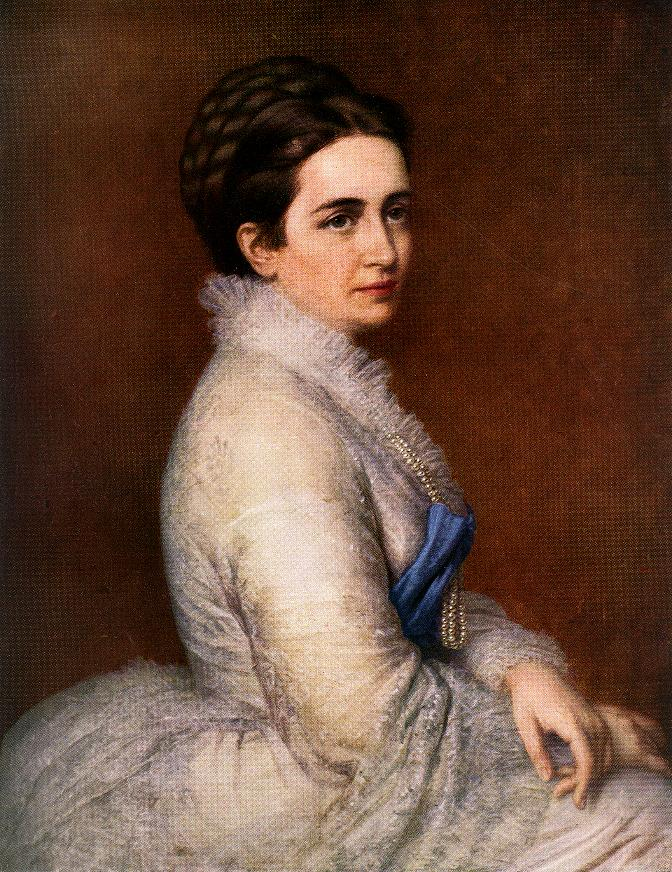
Bittó Istvánné arcképe (1874, Magyar Nemzeti Galéria)

Arcképeinek stílusa egyszerű, tárgyilagos; rajtuk a bécsi biedermeier hatás nem uralkodik el. Törekedett az arcképek egyedi jellegének kiemelésére, de modellje jellemének megjelenítésére nem. Alakjait idealizálta, de nem kirívóan. Általában kevés színt használt, ezeket azonban kiváló érzékkel; képeinek színharmóniája kiemelkedő.
Műveinek szintje nem egyenletes; főleg az 1850-es években festett portréi közül sok gépies, egyhangú, sőt unalmas. Ez egyrészt valószínűleg annak tudható be, hogy erősen túlvállalta magát, másrészt pedig annak, hogy fő megrendelői, a pénzes polgárok státuszszimbólumként rendelték műveit, és nem törődtek azok művészi minőségével. Ebben az időszakban még Ferenc József arcmását is megfestette. Késői portréi közül ismét több kiemelkedő akad – ezeken a higgadt realizmussal festett, de puha, oldott benyomást keltő képeken új technikákat is alkalmazott. E korszakából máig a magyar festészet egyik legszebb-legismertebb portréjának tekintik Bittó Istvánné arcképét (1874); amelyet a Magyar Nemzeti Galéria őriz. A mű akkora sikert aratott, hogy a következő évben megbízták a férj arcképe megfestésével is.
Vizuális memóriája bámulatos volt. Egy közismert történet szerint egyszer harminchét év múltán emlékezetből készítette el valakinek a portréját, és egy később előkerült fotográfia tanúsága szerint közel hibátlanul.
Portrék:
- Női arckép (1831, olaj, vászon, 80 x 62 cm – Göcseji Múzeum, Zalaegerszeg)
- William Leighon Leitch (1834. november 16., szépiarajz, papír, 189 x 145 mm – Magyar Nemzeti Galéria, Budapest)
- Női arckép (1835, akvarell, papír, 32 x 25 cm – magántulajdon)
- Buttler János (1836, olaj, vászon, 250 x 153 cm – Egri vár, Eger)
- Széchenyi István (vázlat, 1836, olaj, vászon, 31 x 25 cm – Magyar Tudományos Akadémia, Budapest)
- Teleki József kormányzó arcképe (1836, olaj, vászon, 80 x 64 cm (Magyar Tudományos Akadémia, Budapest)
- Vörösmarty Mihály (1836, olaj, vászon, 76 x 60 cm (Magyar Tudományos Akadémia, Budapest)
- Konkoly úr arcképe (1837, olaj, vászon, 77 x 61 cm (Déri Múzeum, Debrecen)[5]
- Konkolyné arcképe (1837, olaj, vászon, 77 x 61 cm – (Déri Múzeum, Debrecen)[5]
- Önarckép, (1839, elefántcsont miniatűr, 90 x74 mm – Magyar Nemzeti Galéria, Budapest)
- Batthyány Lajos gróf (1840-es évek, olaj, vászon – Magyar Nemzeti Múzeum történelmi képcsarnoka, Budapest)
- Károlyi Sándor gróf fiatalkori portréja (akvarell, papír, 22 x 18 cm)
- Önarckép (1841, olaj, vászon, 83 x 65,5 cm – Magyar Nemzeti Galéria, Budapest)
- Nő csíkos ruhában (1844, akvarell, papír, 203 x 262 mm – Magyar Nemzeti Galéria, Budapest)
- Zrínyi Miklós (1842, Fővárosi Képtár, Budapest)
- Pyrker János László egri érsek (1842, olaj, vászon – Egri Képtár, Egri vár, Eger)
- Arab férfi (Egy dervis) (1843, olaj, vászon, 87 x 71 cm – Magyar Nemzeti Galéria, Budapest)
- A művész felesége (1844, akvarell, papír, 141 x 96 mm – Magyar Nemzeti Galéria, Budapest)
- Erdélyi Jánosné Vahot Kornélia (1838, akvarell, papír, 262 x 210 mm – Magyar Nemzeti Galéria, Budapest)
- Petőfi 1845-ben (tusrajz, 1845, Petőfi Irodalmi Múzeum, Budapest)
- Eötvös József (1845, olaj, vászon, 65,5 x 52,5 cm – Magyar Nemzeti Múzeum, Budapest)
- Női arckép (1846, olaj, vászon, 128 x 97 cm – Magyar Nemzeti Galéria, Budapest)
- Arany János arcképe (1846, metszet)
- Liszt Ferenc (1847, olaj, vászon, 132 x 102 cm – Magyar Nemzeti Múzeum történelmi képcsarnoka, Budapest)
- Széchenyi István gróf (1847, olaj, vászon, – Magyar Nemzeti Múzeum történelmi képcsarnoka, Budapest)
- Adam Clark (Kiscelli Múzeum, Budapest)
- William Tierney Clark (Kiscelli Múzeum, Budapest), Budapest)
- Arany János arcképe (1848, kőrajz)
- Kovács Schmidt Emma (Nagysándor József menyasszonya, 1849, akvarell, papír, 487 x 388 mm – Magyar Nemzeti Galéria, Budapest)
- Kossuth Lajos arcképe
- Schodelné Szilágyi Erzsébet szerepében (1852, olaj, vászon, 158 x 116 cm – Magyar Nemzeti Múzeum, Budapest)
- I. Ferenc József (1853, olaj, vászon, – Magyar Nemzeti Múzeum történelmi képcsarnoka, Budapest)
- A Dégenfeld-család (1854, olaj, karton, 48,5 x 38 cm – Herman Ottó Múzeum, Miskolc)
- Arany János arcképe (1856, olaj, vászon)
- Matta János (1860, olaj, vászon, 100 x 80 cm (Déri Múzeum, Debrecen)
- Teleki László álló portréja (1861, olaj, vászon, 254 x 159 cm – Egri Képtár, Egri vár, Eger)
- Dessewffy Emil (1866, olaj, vászon, 252 x 163 cm – Magyar Nemzeti Múzeum, Budapest)
- Bem József arcképe
- Teleki László arcképe
- Arany János arcképe (1864, olaj, vászon, 268 x 178,5 cm – Magyar Tudományos Akadémia, Budapest)
- Bittó Istvánné (1874, olaj, vászon, 84 x 66 cm – Magyar Nemzeti Galéria, Budapest)
- Bittó István (1876, olaj, vászon, 84 x 66 cm – Magyar Nemzeti Galéria, Budapest)
- Báró Hámos Lászlóné Badányi Ida (1885, olaj, vászon, 74 x 58 cm)
- A művész három lánykája

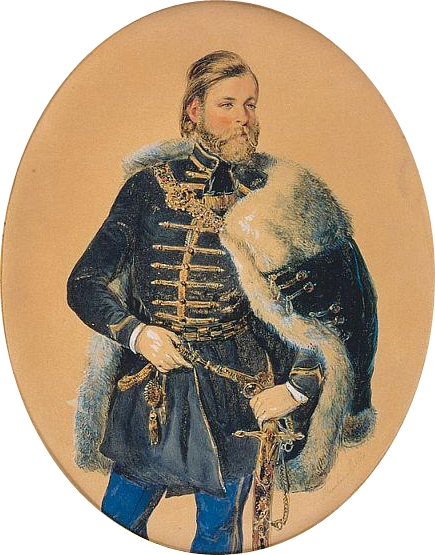
Károlyi Sándor gróf fiatalkori portréja
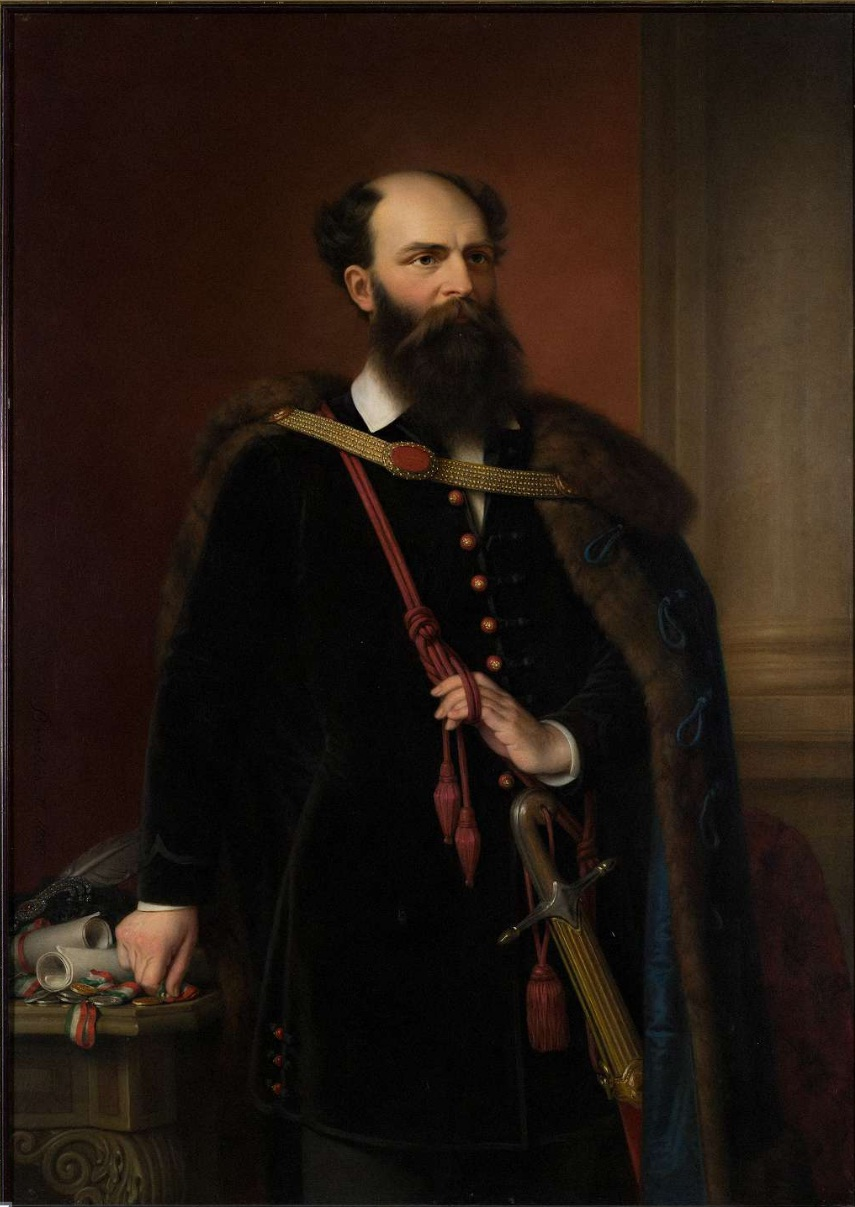
Gróf Batthyány Lajos
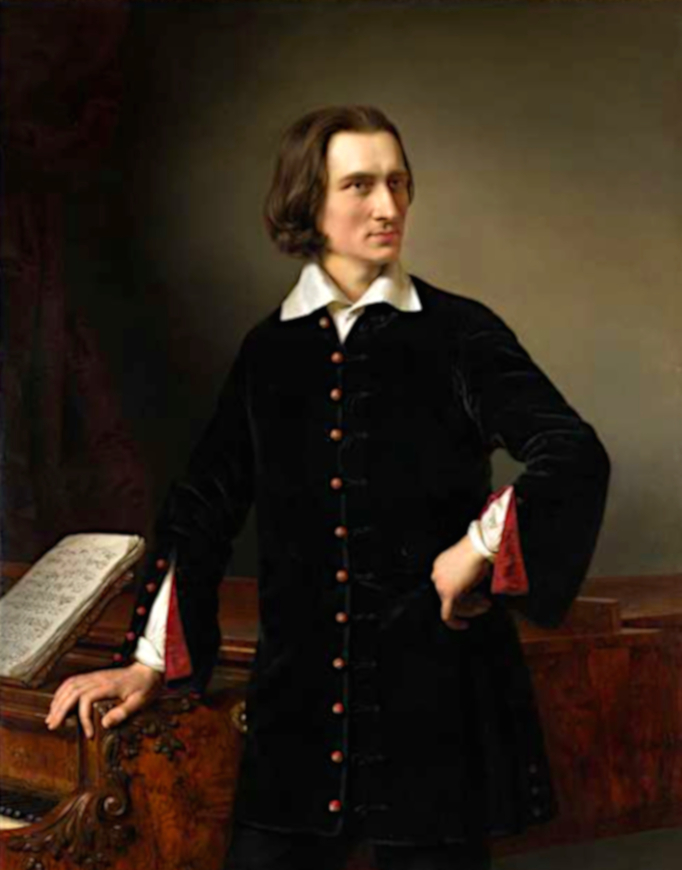
Liszt Ferenc
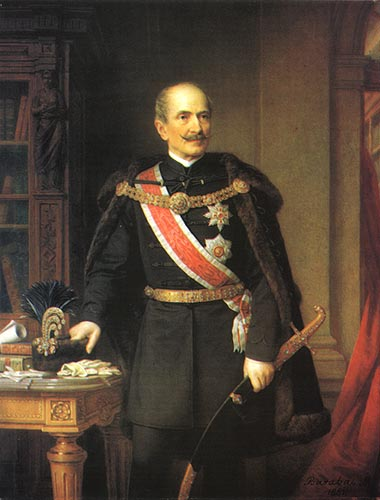
Gróf Mikó Imre
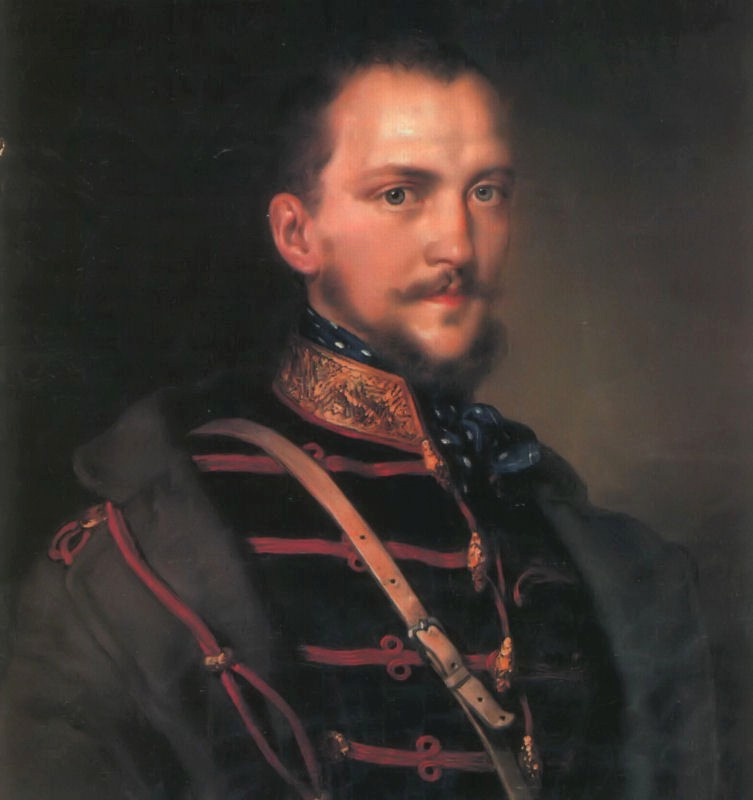
Görgei Artúr
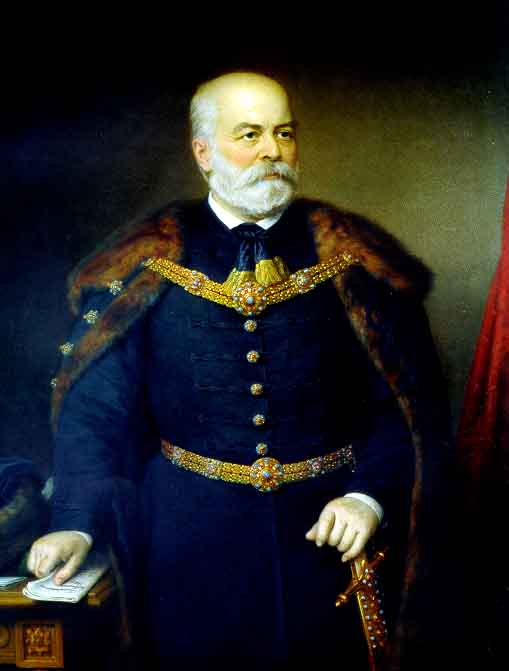
Emanoil Gojdu
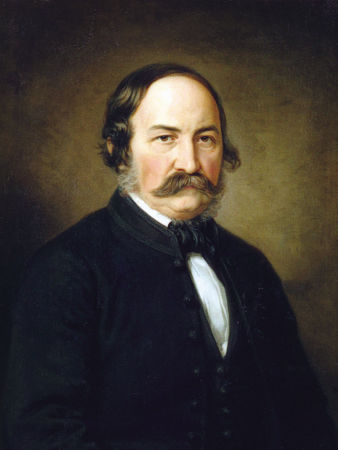
Sauer 1861-ben
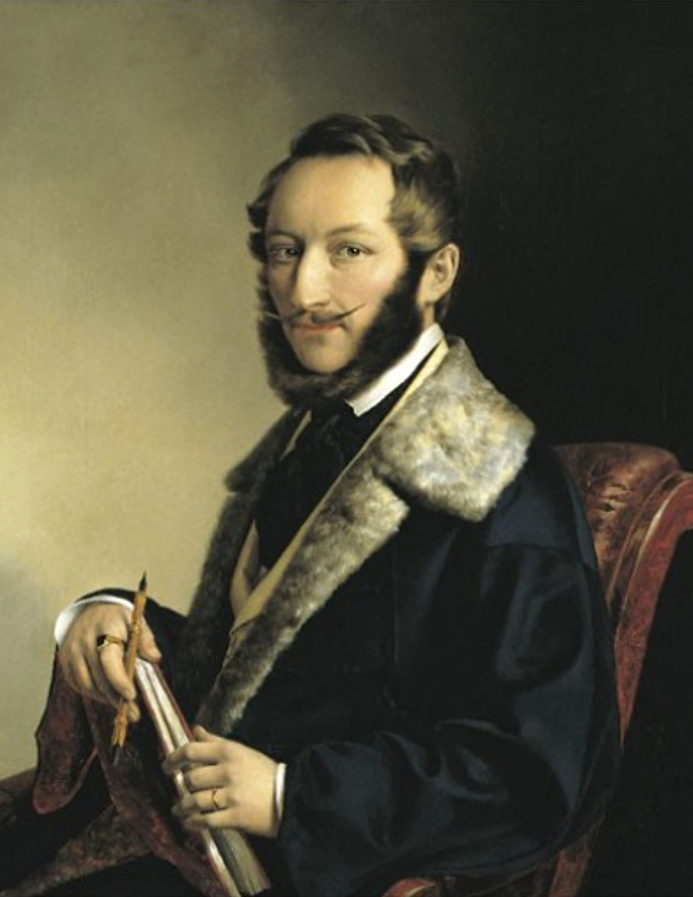
Barabás Miklós önarckép, 1841
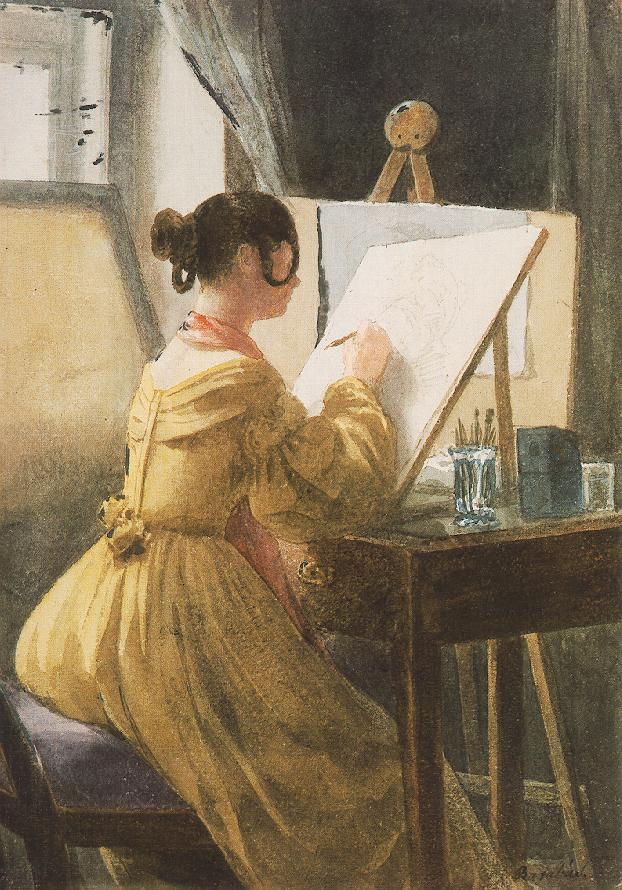
Műteremben (1838, Bethlen Farkasné sz. Teleki Róza)
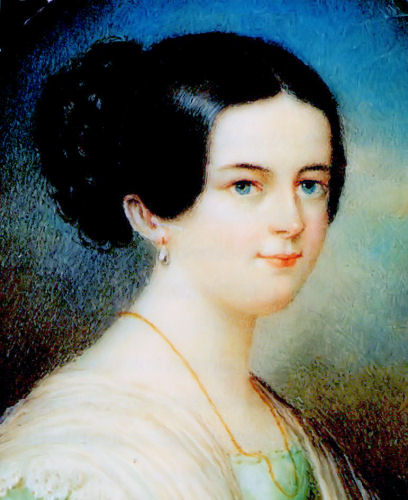
Seilern Crescence grófnő, Széchenyi István felesége
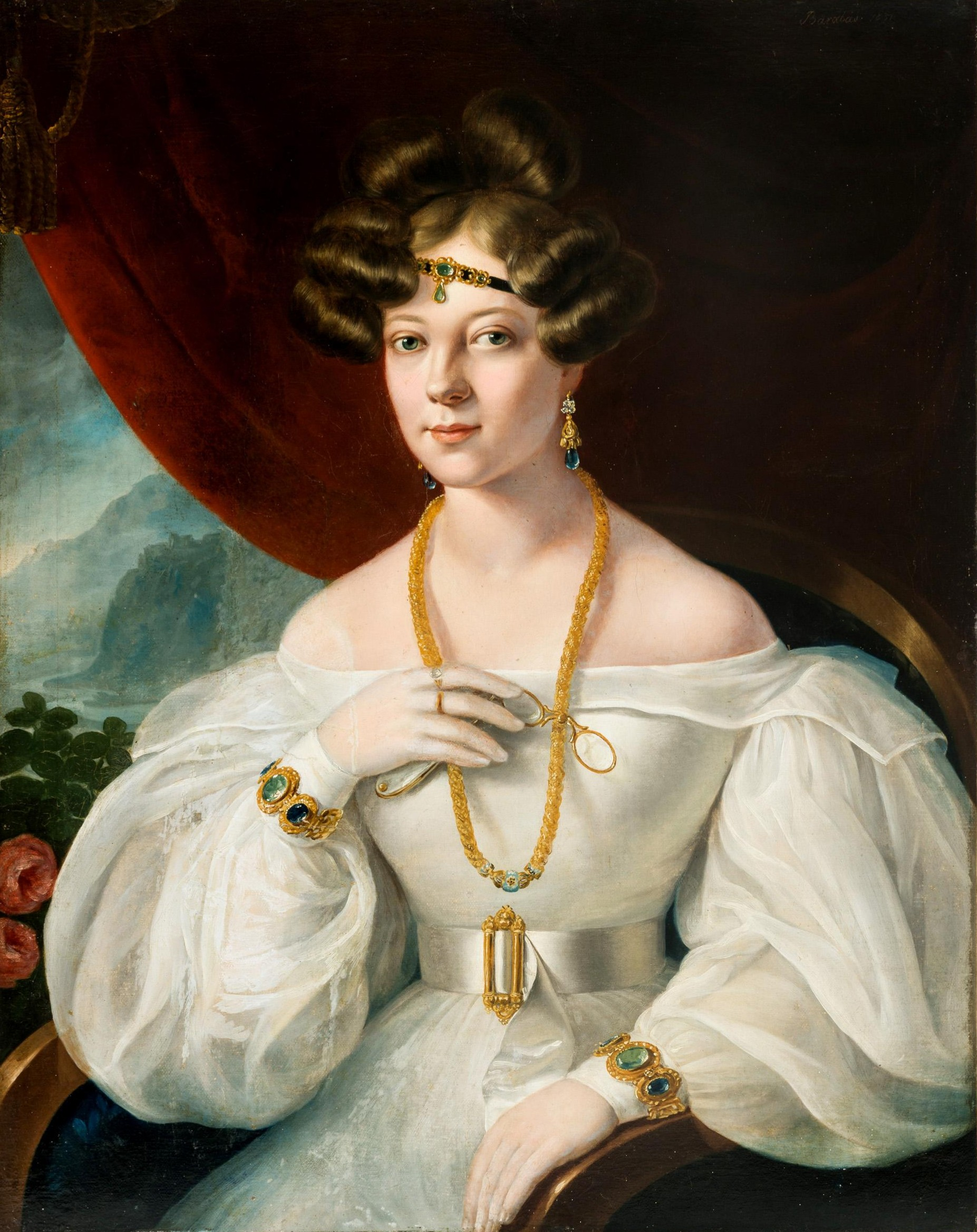
Női arckép (1831)
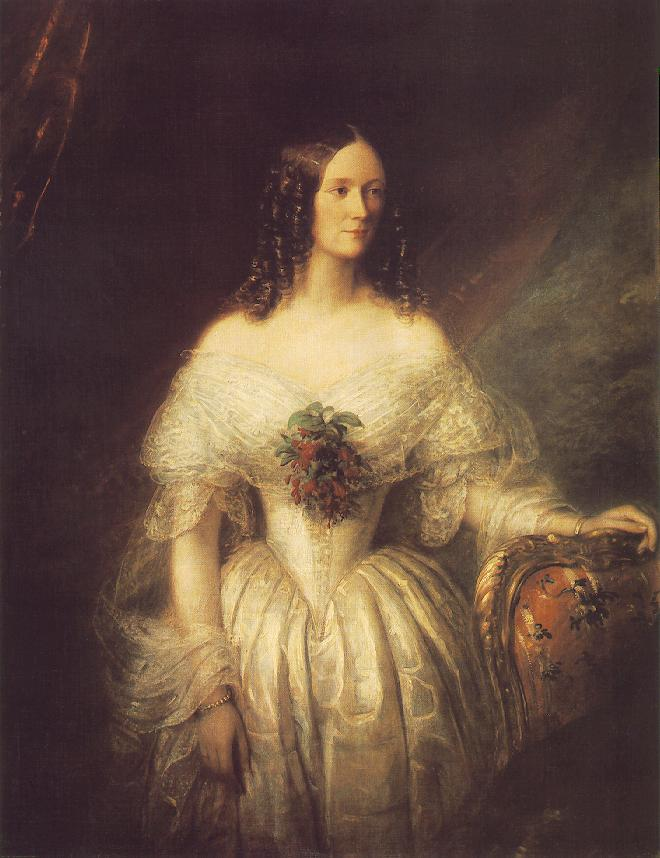
Hölgy portréja (1846)
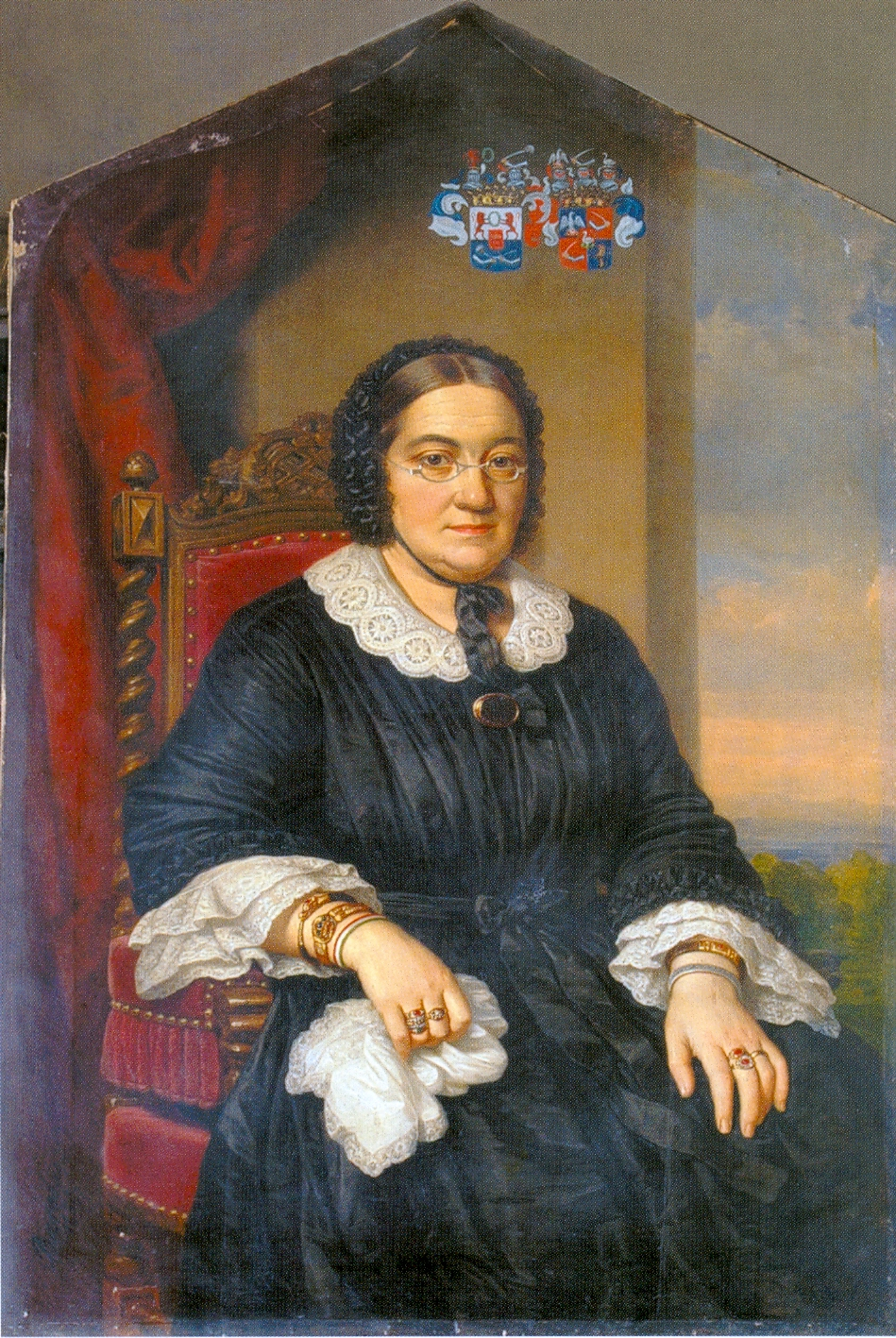
Rhédey Klára
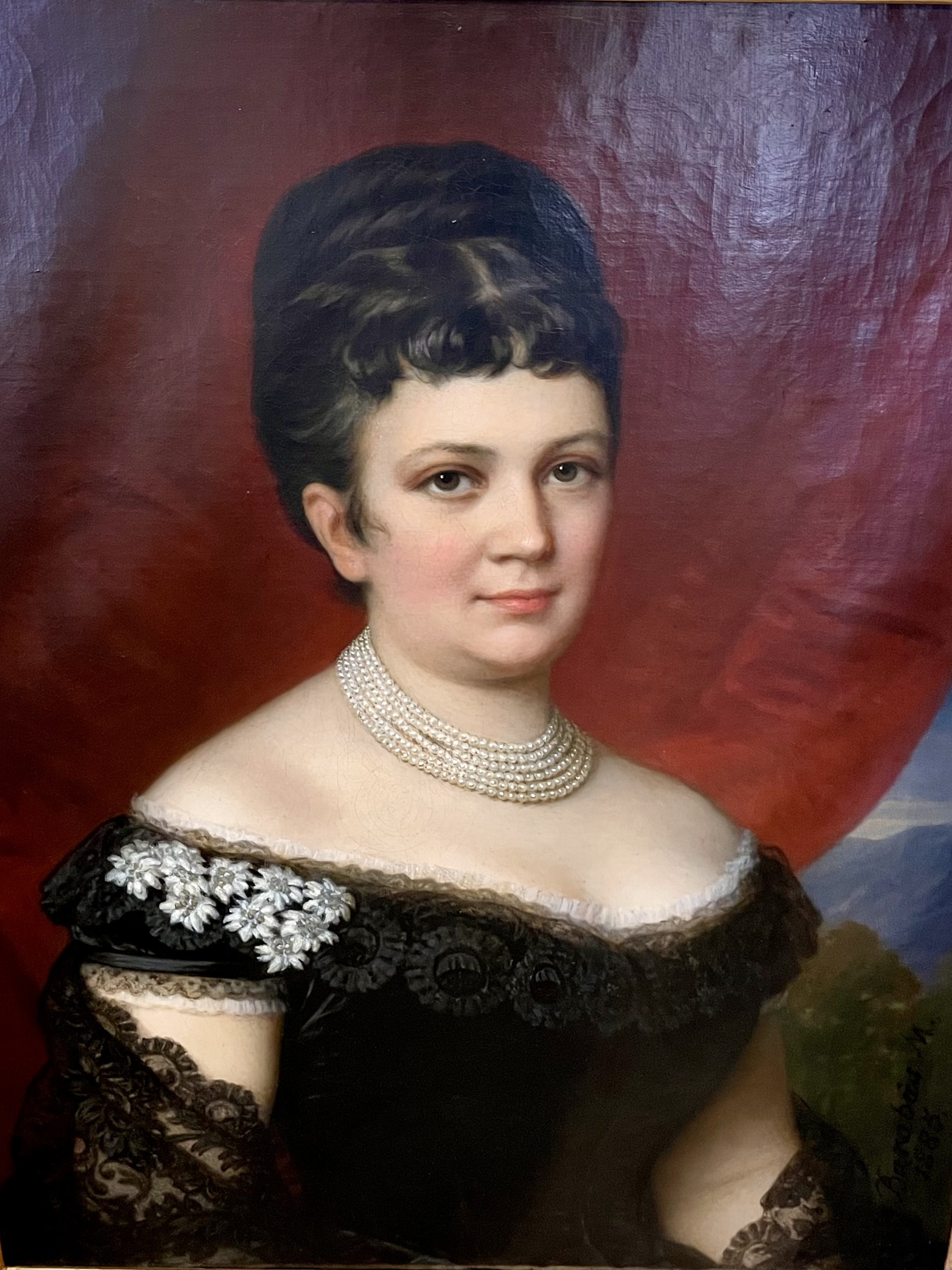
Báró Hámos Lászlóné Badányi Ida portréja, 1885

## Életképek
Jelentős szerepet játszott az életkép műfajának hazai elterjesztésében, illetve a műfaj addigi szabályainak („a nép” elképzelt hétköznapjainak és ünnepeinek megjelenítése stb.) átalakításában; több ilyen, finom hangulatú képe is remekbe szabott. Életképeinek (zömmel rajzok, litográfiák) többsége aktuális eseményeket, helyzeteket mutat be; sok közülük későbbi nagy vásznak előtanulmánya. Ábrázolásmódjára jelentősen hatott az életkép osztrák polgári változatát kiteljesítő Ferdinand Georg Waldmüller munkássága, de Barabás festményei konzervatívabbak, Johann Ender képeiéhez közeliek. A kötetlenebb, alkalmi kompozíciók fő témája a gyorsan fejlődő város (ezen belül külön csoport az 1838-as pesti árvíz és az újjáépítés). Szívesen örökített meg táncvigalmakat és színházi előadásokat.
Külön csoportba sorolhatók vízfestékkel, gyakorta több példányban megfestett tengerképei, amelyeken a tengerfestészet hagyományos témáit mutatja be: veszélybe került vagy éppen süllyedő hajó, a viharban hánykolódó vitorlás csónak, hegyes sziklák előtt kikötő hajó stb. A hely azonosításához közismert tereptárgyakat: ókori romokat, a füstölgő Vezúvot stb. festett háttérnek – e műveinek zöme azonban nem itáliai útján készült, hanem hazatérte után, műteremben.
Az életmű egyik csúcsa a Vásárra induló oláh család. A képet a pesti magyar gyalog polgári őrsereg vette meg a Nemzeti Képcsarnok számára, és a könnyen érthető történet, a táj és a szereplők megjelenítésének szépsége annyira népszerűvé tette, hogy Barabásnak még ötször(!) meg kellett festenie.
A Széchenyi lánchíd építésének megfestése után, 1855-ben a Pesti Műegylet megbízta egy sokalakos népi életkép megfestésével. A témát ő választotta – részben azért, mert a lakodalom a magyar festészet népszerű témája volt – Sterio Károly és Jankó János is festett hasonló jeleneteket. Barabás képének kompozíciója színpadias, és ezt a hatást fokozza a mozdulatok merevsége, a táncmozdulat ügyetlensége, a felfogás szembeötlő naivitása. A kép népszerűségét jelentősen növelte a nemzeti színek megjelenítése, ezért esetlensége dacára is roppant sikeres lett, jelentősen megnövelte a Műegylet részvényeseinek számát.
Egyes életképei (pl. Galambposta) a kor hangulatát tükrözték, tovább növelve a festő népszerűségét. Zsánerképei közül ismert és népszerű még a Menyasszony megérkezése és a Vándorcigányok – utóbbin a Bach-korszak fricskájaként még Petőfit is megjelenítette.
Színészportréi közül talán legismertebb a Bartha Jánost Zrínyi Miklós szerepében ábrázoló litográfia, ami a Pesti Divatlap mellékleteként jelent meg. Bartha Carl Theodor Körner: Zrínyi vagy Szigetvár ostroma című darabjának címszerepét játszotta, és alakítását nemcsak Barabás, de Kohlmann Lipót is megörökítette.
A mai elemzők csoportképeit már túl merevnek és kissé mesterkéltnek tartják.
Zsánerképei:
- Európa elrablása (Paolo Veronese művének másolata, 1834)
- Nettunói nők (1835, akvarell, papír, 378 x 206 mm – Magyar Nemzeti Galéria, Budapest)
- Hajótörés (1835, akvarell, papír, 149 x 215 mm – magántulajdon)
- Hullámzó tenger csónakkal (1837, akvarell, papír, 149 x 215 mm – Magyar Nemzeti Galéria, Budapest)
- Clark Ádám vitorlás csónakja (1842, akvarell, papír, 180 x 250 mm – Kiscelli Múzeum, Budapest)
- A Lánchíd alapkőletétele (1842, akvarell, papír, 262 x 338 mm – Magyar Nemzeti Galéria, Budapest)
- Galambposta (1843, olaj, vászon, 106 x 84 cm – Magyar Nemzeti Galéria, Budapest))
- Vásárra induló oláh család (1843/1844, olaj, vászon, 138 x 109 cm – Magyar Nemzeti Galéria, Budapest))
- Szalagfű (Enyelgés) (1841, olaj, vászon, 106,5 x 84,5 cm – Magyar Nemzeti Galéria, Budapest)
- A menyasszony érkezése (1856, olaj, vászon, 127 x 157 cm – Magyar Nemzeti Galéria, Budapest)
- A Lánchíd alapkőletétele (1864, olaj, vászon, 275 x 397 cm – Magyar Nemzeti Múzeum történelmi képcsarnoka, Budapest), az 1842-es akvarell és néhány vázlat alapján

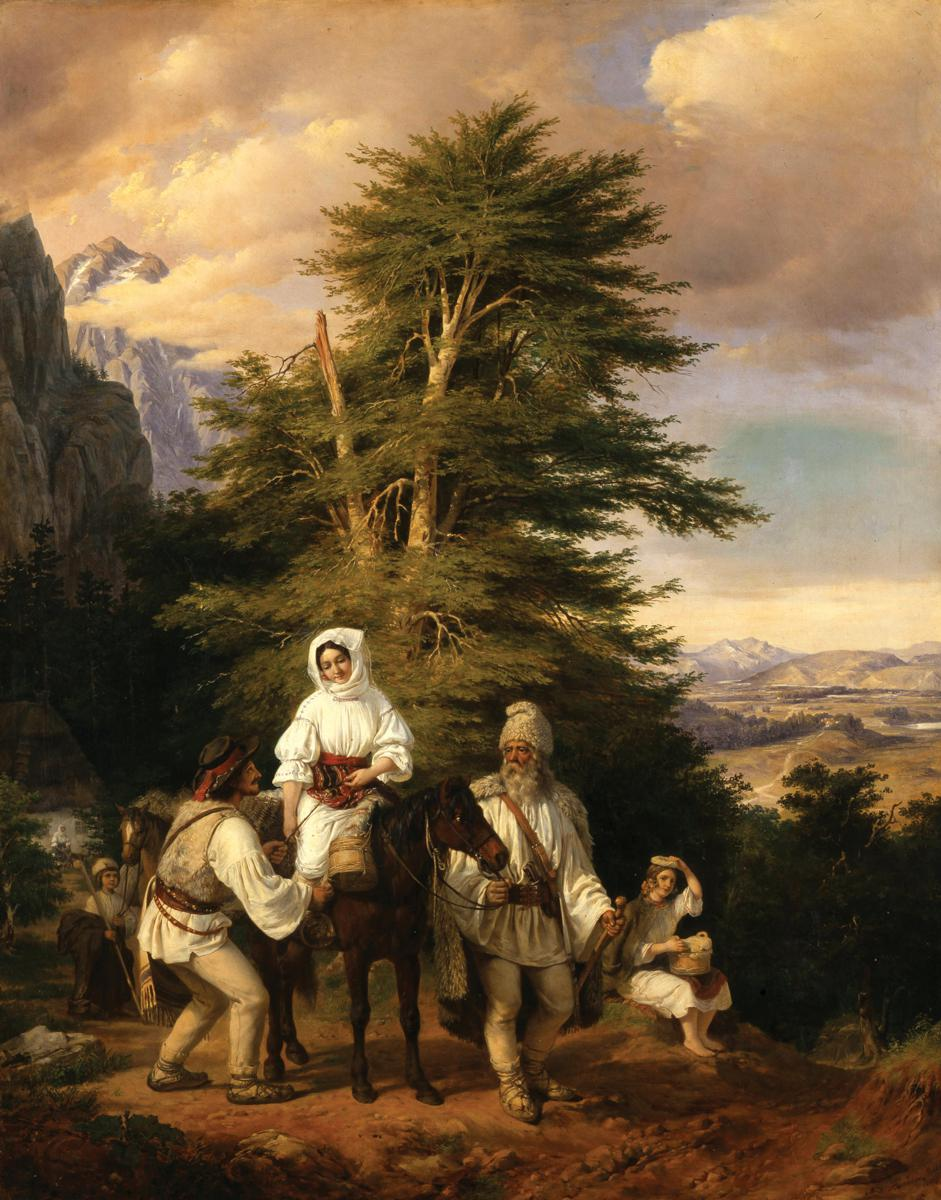
Vásárra menő oláh család
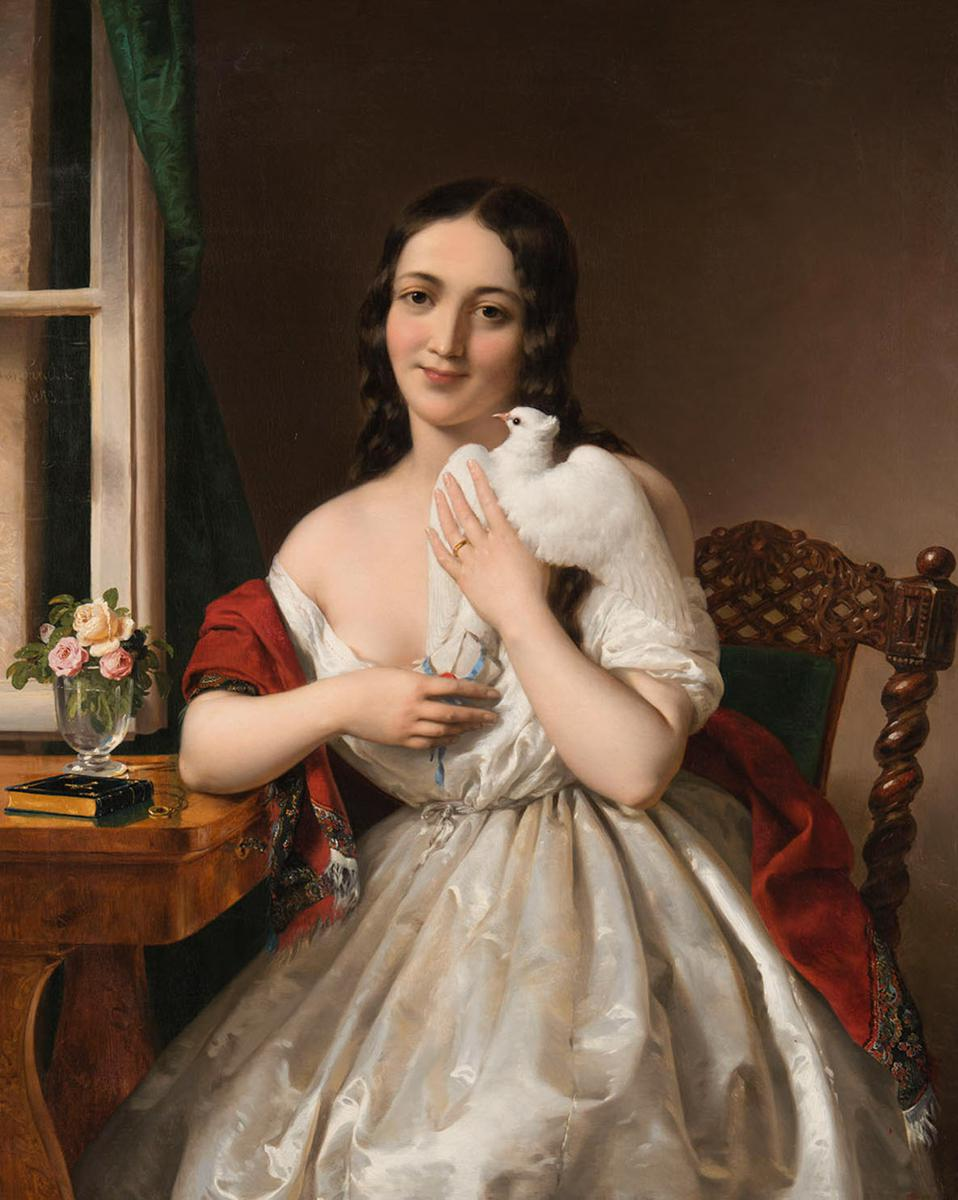
Galambposta

### Tájképek
Életművének egyik csúcspontja az 1838-ban festett Alföldi táj gémeskúttal; ez Petőfi alföldi költeménye és Markó Károly alföldi képei (Magyar alföldi táj gémeskúttal, A puszta szivárvánnyal, mindkettő 1853) előtt hívta fel a figyelmet a Nagyalföld szépségére.
Tájképei:
- Velence alkonyatkor (1834, akvarell, papír, 136 x 183 mm – Magyar Nemzeti Galéria, Budapest)
- Lago Maggiore (1834, akvarell, papír, 157 x237 mm – Magyar Nemzeti Galéria, Budapest)[6]
- A Vezúv kitörése (1835, akvarell, papír, 168 x226 mm – magántulajdon)
- A Vezúv Capri szigetéről (1835, akvarell, papír, 16,1 x 24,3 cm – Magyar Nemzeti Galéria, Budapest)
- A Kék-barlang (1835, akvarell, papír, 22 x 31 cm – magántulajdon)
- Műteremben (Teleki Róza) (1838, akvarell, papír, 258 x 175 mm – Magyar Nemzeti Galéria, Budapest)
- Alföldi táj gémeskúttal (1838, akvarell, papír, fedőfehér, 2008 x 290 mm – Janus Pannonius Múzeum, Pécs)
- Sebes-Körös-parti táj (1838, akvarell, papír – Magyar Nemzeti Galéria, Budapest)
- A hajóhíd a Lánchíd épülő pilléreivel (1843, akvarell, papír – Kiscelli Múzeum, Budapest)
- Az Al-Dunasor a görög templommal 1843-ban (1843, akvarell, papír – Kiscelli Múzeum, Budapest)

## Alkalmi képek
Alkalmi megrendelésre vagy tanulmányként különböző egyéb képeket, így kevés számú egyházi tanulmányt vagy cégtáblákat is festett.
- Angyal (tanulmányrajz, 1835k, ceruza, papír, 20 x 25 cm; magángyűjtemény)
- Zöldfa fűszerüzlet cégére (1838, olaj, fa, 192 x 94 cm – Kiscelli Múzeum, Budapest)
- Zrínyi Miklós (cégérkép, 1842, olaj, vászon, 242 x 99 cm – Kiscelli Múzeum, Budapest)
- Nemzeti divatkép (1846, akvarell, papír, 270 x 313 mm – Magyar Nemzeti Galéria, Budapest)

## Emlékezete

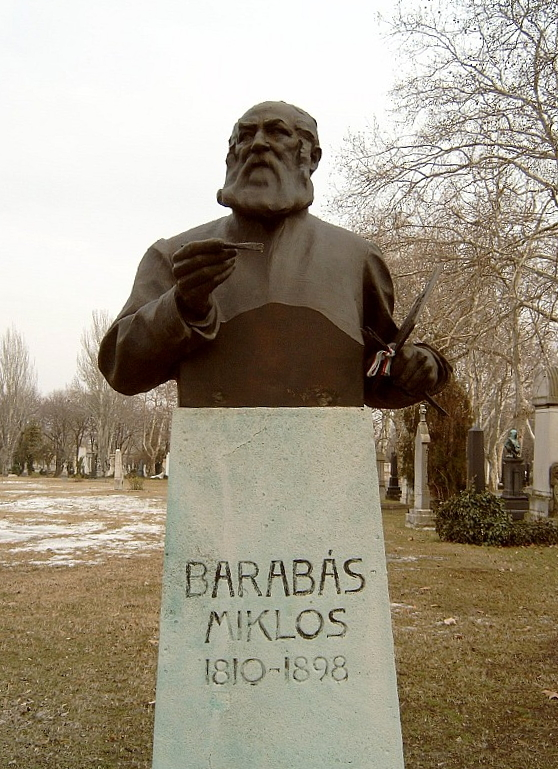
Barabás Miklós sírja Budapesten. Telcs Ede alkotása. Kerepesi temető: 28-1-5

- Műveiből 1948-ban emlékkiállítást rendeztek. Több művét a Magyar Nemzeti Galéria őrzi. Szülőfaluja parkjában márványszobra áll.
- Önéletrajza forrás értékű; a legjobb korrajzok egyike.
- Nevét viseli az 562979 Barabásmiklós kisbolygó.[7]

## Róla írták
…végre egy fiatal, nyúlánk, borzas fejű alak kőnyomatú képe került elő, mely alá e név volt írva: „Petőfi Sándor”. Barabás legjobb rajza. Ez az egyetlen igazi, hű arcképe a halhatatlannak. Ilyennek ismerték őt mindazok, akik vele együtt éltek; ez a távolba néző szem, ez a jóslatra nyíló száj; két keze hátratéve, mintha rejtegetne bennük valamit. Ez a képe azt látszik mondani: „én leszek Petőfi”, a többi képei már mind azt mondják: „én vagyok Petőfi”. – Jókai Mór: A tengerszemű hölgy.
„Hja, mikor az olyan szép, ha az embert Barabás lepingálja, s a szerkesztők aztán szétküldik. s a közönség bámulva kiált föl: Tehát ilyen ő?!” – Petőfi Sándor.
…t. i. Barabás nevű festő, ki tökéletesen magyar (székely ivadék) s két évi Olaszhonban való mulatása után, most érkezett meg Pestre. Igen ügyes ember, festői tehetségét messzebbre vitte, már is, ámbár fiatal, mint valamennyi eddigi magyarjaink s én azt hiszem felőle, hogy az Auroránál igen sok hasznát fogom vehetni és segedelmével azután könnyebb lesz eredeti képeket adnom mint eddig. – Bajza József.

## Kötetei
- Magyar képek albuma. Barabás Miklós rajzai; szöveg Vajda János; Heckenast, Pest, 1859
- A magyar alkotmányos főispánok arczkép-gyűjteménye, 1–3.; szerk. Vereby Soma; Légrády Ny., Pest, 1868–1870
- Barabás Miklós emlékiratai; közli Kézdi Kovács László; Franklin, Budapest, 1902 (Olcsó könyvtár)
- Barabás Miklós önéletrajza; bev., jegyz. Bíró Béla, műjegyzék összeáll. Szegedy-Maszák Elemérné, Szegedy-Maszák Tihamér; Erdélyi Szépmíves Céh, Kolozsvár, 1944 (Erdélyi Szépmíves Céh)
- Barabás Miklós önéletrajza; sajtó alá rend., előszó, jegyz. Banner Zoltán; Dacia–Gondolat, Kolozsvár-Napoca–Budapest, 1985
- Márkosfalvi Barabás Miklós önéletrajza; bev., jegyz. Bíró Béla, előszó Murádin Jenő; Háromszék, Sepsiszentgyörgy, 1998 (Kaláka könyvek)